# Patryk Lipski
Patryk Daniel Lipski (ur. 12 czerwca 1994 w Szczecinie) – polski piłkarz występujący na pozycji pomocnika.

## Kariera klubowa
Karierę zaczynał w Salosie Szczecin, skąd w 2012 przeszedł do Ruchu Chorzów. Swój debiut w pierwszej drużynie tego klubu zaliczył 9 listopada 2014 w wygranym meczu Ekstraklasy przeciwko Jagiellonii Białystok. 10 sierpnia 2015 w meczu z Podbeskidziem Bielsko-Biała strzelił swojego pierwszego gola w Ekstraklasie. 11 maja 2017 rozwiązał kontrakt z Ruchem, a 12 sierpnia został zawodnikiem Lechii Gdańsk. 3 sierpnia 2020 podpisał kontrakt z Piastem Gliwice.

## Kariera reprezentacyjna
Pierwszym meczem reprezentacyjnym Patryka Lipskiego było towarzyskie spotkanie reprezentacji Polski U-21 z drużyną Norwegii U-21 rozegrane 8 września 2015. Jedynego gola zdobył 16 czerwca 2017 w meczu ze Słowacją podczas mistrzostw Europy U-21.

## Statystyki
(aktualne na dzień 27 sierpnia 2020)
| Klub               | Sezon              | Liga               | Liga  | Liga   | Puchar | Puchar | Europa | Europa | Inne  | Inne   | Suma  | Suma   |
| Klub               | Sezon              | Liga               | Mecze | Bramki | Mecze  | Bramki | Mecze  | Bramki | Mecze | Bramki | Mecze | Bramki |
| ------------------ | ------------------ | ------------------ | ----- | ------ | ------ | ------ | ------ | ------ | ----- | ------ | ----- | ------ |
| Ruch Chorzów       | 2014/2015          | Ekstraklasa        | 1     | 0      | 0      | 0      | 0      | 0      | –     | –      | 1     | 0      |
| Ruch Chorzów       | 2015/2016          | Ekstraklasa        | 36    | 4      | 2      | 1      | –      | –      | –     | –      | 38    | 5      |
| Ruch Chorzów       | 2016/2017          | Ekstraklasa        | 29    | 5      | 1      | 0      | –      | –      | –     | –      | 30    | 5      |
| Ruch Chorzów       | Ogólnie            | Ogólnie            | 66    | 9      | 3      | 1      | 0      | 0      | –     | –      | 69    | 10     |
| Lechia Gdańsk      | 2017/2018          | Ekstraklasa        | 21    | 1      | 0      | 0      | –      | –      | –     | –      | 21    | 1      |
| Lechia Gdańsk      | 2018/2019          | Ekstraklasa        | 21    | 6      | 3      | 0      | –      | –      | –     | –      | 24    | 6      |
| Lechia Gdańsk      | 2019/2020          | Ekstraklasa        | 17    | 0      | 5      | 1      | 2      | 1      | 0     | 0      | 24    | 2      |
| Lechia Gdańsk      | Ogólnie            | Ogólnie            | 59    | 7      | 8      | 1      | 2      | 1      | 0     | 0      | 69    | 9      |
| Piast Gliwice      | 2020/2021          | Ekstraklasa        | 1     | 0      | 1      | 0      | 1      | 1      | –     | –      | 3     | 1      |
| Ogólnie w karierze | Ogólnie w karierze | Ogólnie w karierze | 126   | 16     | 12     | 2      | 3      | 2      | 0     | 0      | 141   | 20     |

## Sukcesy
Lechia Gdańsk
- Puchar Polski: 2018/19